# Vuelta a Asturias 2010
La 54ª edición de la Vuelta a Asturias (oficialmente: Vuelta Asturias Julio Álvarez Mendo) se disputó entre el 28 de abril y el 2 de mayo de 2010, con un recorrido de 769 km divididos en 6 etapas (con un doble sector), con inicio y final en Oviedo.
La prueba perteneció al UCI Europe Tour 2009-2010, dentro de la categoría 2.1.
Participaron los mismos 13 equipos y corredores que un día antes disputaron la también prueba asturiana de la Subida al Naranco 2010. Formando así un pelotón de 101 corredores, de los que acabaron 53.
El ganador final fue Tino Zaballa tras hacerse con la última etapa consiguiendo una ventaja suficiente como para alzarse con la victoria. Le acompañaron en el podio Fabio Duarte (vencedor de una etapa y de la clasificación de la montaña) y Beñat Intxausti (vencedor de la etapa contrarreloj) respectivamente. En marzo de 2012, Zaballa fue suspendido por 9 meses por el uso de efedrina en esta edición de la Vuelta a Andalucía y los resultados obtenidos en esta prueba y las siguientes fueron anulados.
Las otras clasificaciones secundarias fueron para Ángel Vicioso (regularidad), Gonzalo Rabuñal (metas volantes), David Gutiérrez Gutiérrez (intervuelta) y Palmeiras Resort-Prio (equipos).

## Etapas
| Etapa | Fecha       | Recorrido                              | km         | Ganador                        | Líder                     |
| ----- | ----------- | -------------------------------------- | ---------- | ------------------------------ | ------------------------- |
| 1.ª   | 28 de abril | Oviedo-Llanes                          | 156,3      | Pablo Urtasun                  | Pablo Urtasun             |
| 2.ª   | 29 de abril | Llanes-Gijón                           | 142,5      | Ángel Vicioso                  | Ángel Vicioso             |
| 3.ªA  | 30 de abril | Gijón-Avilés                           | 88,3       | Joaquín Sobrino                | Ángel Vicioso             |
| 3.ªB  | 30 de abril | Piedras Blancas-Piedras Blancas        | 14,2 (CRI) | Beñat Intxausti                | Beñat Intxausti           |
| 4.ª   | 1 de mayo   | Cafés Toscaf-Santuario del Acebo       | 168,8      | Fabio Duarte                   | Fabio Duarte              |
| 5.ª   | 2 de mayo   | Fuentes del Narcea Ibias-Degaña-Oviedo | 198,9      | Tino Zaballa Ezequiel Mosquera | Tino Zaballa Fabio Duarte |

## Clasificaciones finales
| \| \| Tino Zaballa \| 19h 52' 51" \| \| 1. \| Fabio Duarte \| + 58" \| \| 2. \| Beñat Intxausti \| + 1' 17" \| \| 3. \| Ezequiel Mosquera \| + 1' 47" \| \| 4. \| Santi Pérez \| + 1' 48" \| \| 5. \| José Herrada \| + 2' 06" \| \| 6. \| Alex Cano \| + 2' 28" \| \| 7. \| David Blanco \| + 2' 57" \| \| 8. \| Ángel Vicioso \| + 3' 13" \| \| 9. \| Gregory Brenes \| + 3' 15" \| |                   |             |
| | Tino Zaballa      | 19h 52' 51" |
| 1. | Fabio Duarte      | + 58"       |
| 2. | Beñat Intxausti   | + 1' 17"    |
| 3. | Ezequiel Mosquera | + 1' 47"    |
| 4. | Santi Pérez       | + 1' 48"    |
| 5. | José Herrada      | + 2' 06"    |
| 6. | Alex Cano         | + 2' 28"    |
| 7. | David Blanco      | + 2' 57"    |
| 8. | Ángel Vicioso     | + 3' 13"    |
| 9. | Gregory Brenes    | + 3' 15"    |

| \| 1. \| Fabio Duarte \| 53 p. \| \| 2. \| Przemysław Niemiec \| 50 p. \| \| 3. \| Santi Pérez \| 48 p. \| |                    |       |
| 1. | Fabio Duarte       | 53 p. |
| 2. | Przemysław Niemiec | 50 p. |
| 3. | Santi Pérez        | 48 p. |

| \| 1. \| Ángel Vicioso \| 79 p. \| \| 2. \| Santi Pérez \| 63 p. \| \| 3. \| Beñat Intxausti \| 61 p. \| |                 |       |
| 1. | Ángel Vicioso   | 79 p. |
| 2. | Santi Pérez     | 63 p. |
| 3. | Beñat Intxausti | 61 p. |

| \| 1. \| Gonzalo Rabuñal \| 16 p. \| \| \| Tino Zaballa \| 8 p. \| \| 2. \| David Gutiérrez Gutiérrez \| 6 p. \| |                           |       |
| 1. | Gonzalo Rabuñal           | 16 p. |
| | Tino Zaballa              | 8 p.  |
| 2. | David Gutiérrez Gutiérrez | 6 p.  |

| \| 1. \| David Gutiérrez Gutiérrez \| 8 p. \| \| 2. \| David Gutiérrez Palacios \| 4 p. \| \| 3. \| Przemysław Niemiec \| 3 p. \| |                           |      |
| 1. | David Gutiérrez Gutiérrez | 8 p. |
| 2. | David Gutiérrez Palacios  | 4 p. |
| 3. | Przemysław Niemiec        | 3 p. |

| \| 1. \| Palmeiras Resort-Prio \| 59h 48' 45" \| \| 2. \| Café de Colombia-Colombia es Pasión \| + 5' 22" \| \| 3. \| Burgos 2016-Castilla y León \| + 9' 16" \| |                                     |             |
| 1. | Palmeiras Resort-Prio               | 59h 48' 45" |
| 2. | Café de Colombia-Colombia es Pasión | + 5' 22"    |
| 3. | Burgos 2016-Castilla y León         | + 9' 16"    |